# Бадам (река)
Бада́м (каз. Бадам өзені) — река в Толебийском, Сайрамском и Ордабасинском районах Туркестанской области Казахстана, левый приток реки Арыс.

## Этимология названия
Название реки Бадам является иранским заимствованием. Оно переводится как «миндаль».

## Гидрологическая характеристика
Длина реки составляет 141 км, площадь бассейна — 4329 км². Среднегодовой расход воды, измеренный при пересечении с Карааспанским каналом (немного выше устья), составляет 4,51 м³/с.
В верховьях река питается водами родников и талых снегов. В конце августа, когда снежных масс практически не остаётся, питание становится полностью родниковым. В среднем течении русло пополняется также грунтовыми водами.
Ширина реки в районе села Джамбул составляет 15 м, глубина — 0,5 м, грунт дна — каменистый. Скорость течения перед впадением в Арыс равна 0,7 м/с.

## Течение реки

### Верхнее течение

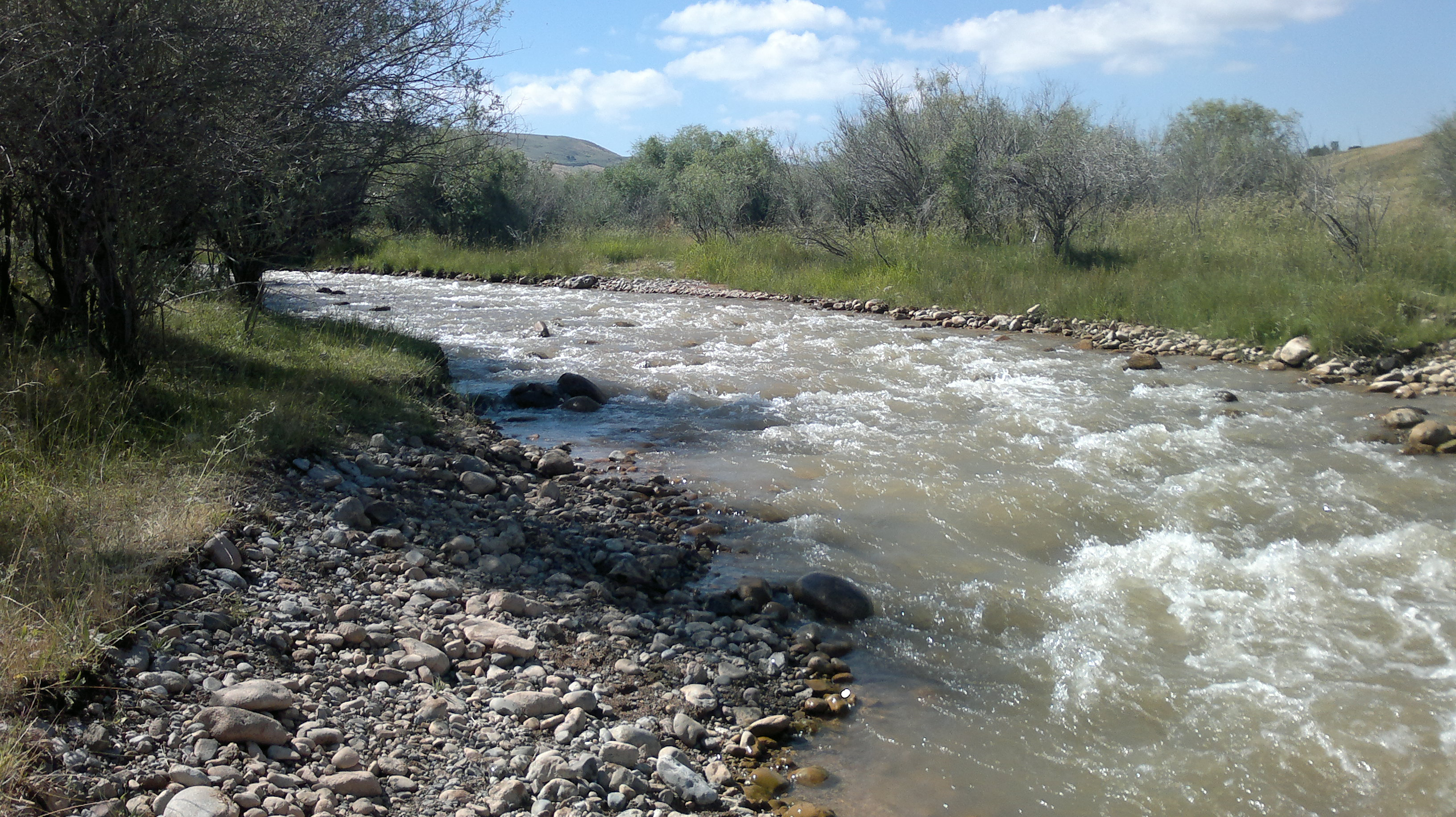
Верховья Бадама

Бадам берёт начало на северо-западном склоне хребта Каржантау, близ восточной оконечности небольшой горной цепи Улучур и к западу от горы Кишишурт, приблизительно в 70 км на юго-восток от города Шымкента. Истоки реки имеют родниковое происхождение, образуясь на высоте около 2700 м.
От истока течёт на юго-запад, в районе впадения притоков Верхний Корой и Нижний Корой, урочища Кызылджар имеет западное направление, к югу от горы Кунгуртобе поворачивает к северному направлению, имея на отдельных участках до Ельтая небольшой уклон на запад или восток.
Начальный участок длиной около 15 км пролегает по глубокому ущелью, склоны которого затем сглаживаются и расходятся. В советский период здесь была расположена всесоюзная турбаза «Южная», выявлено месторождение Бадам (Кзыл-Джар, Кзыл-Джир) с небольшими запасами флюорита и барита. В настоящее время ущелье в верховьях Бадама отнесено к приграничной зоне и недоступно для свободного посещения (создана пограничная застава).

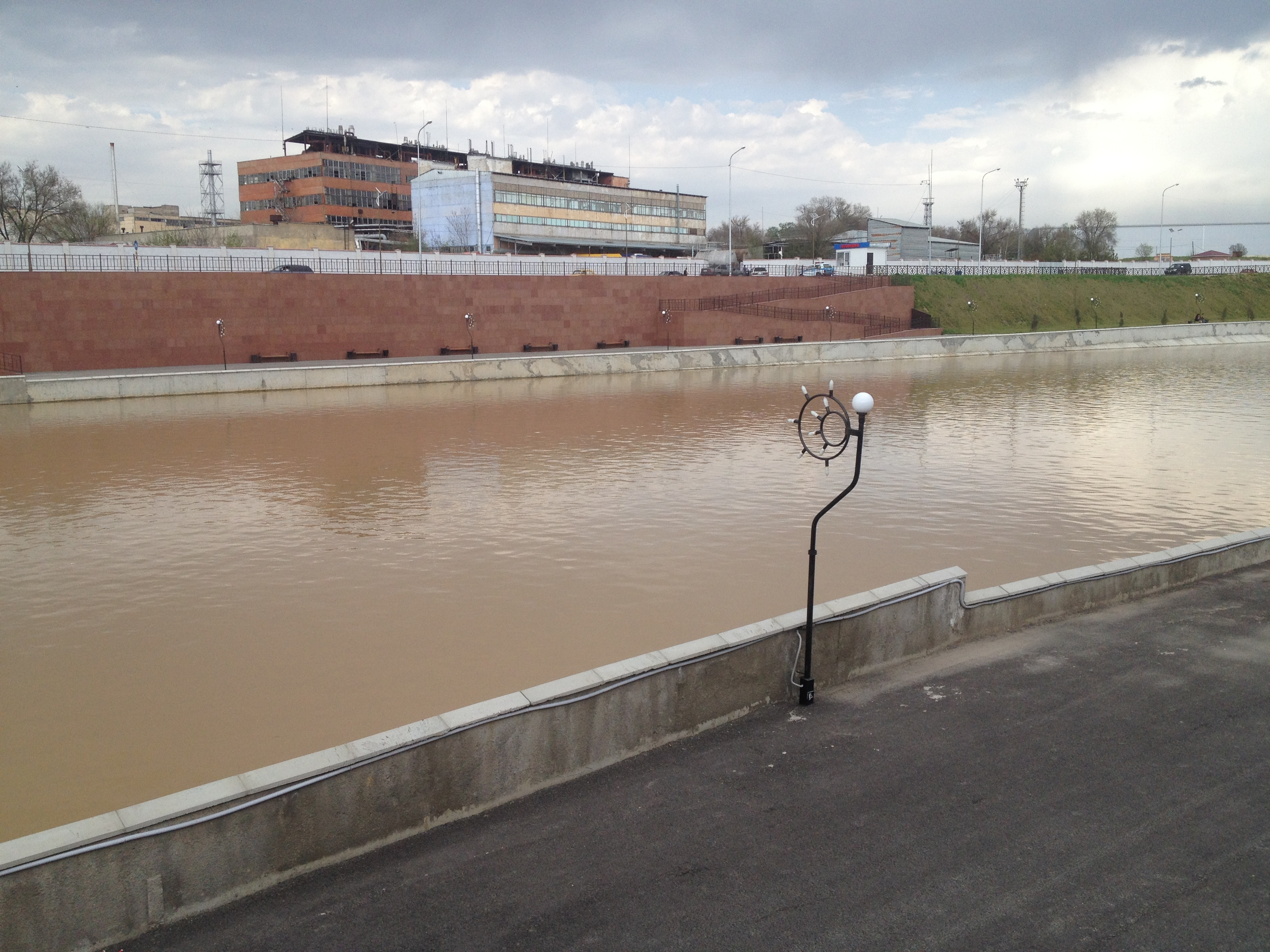
Набережная Бадама в городе Шымкент

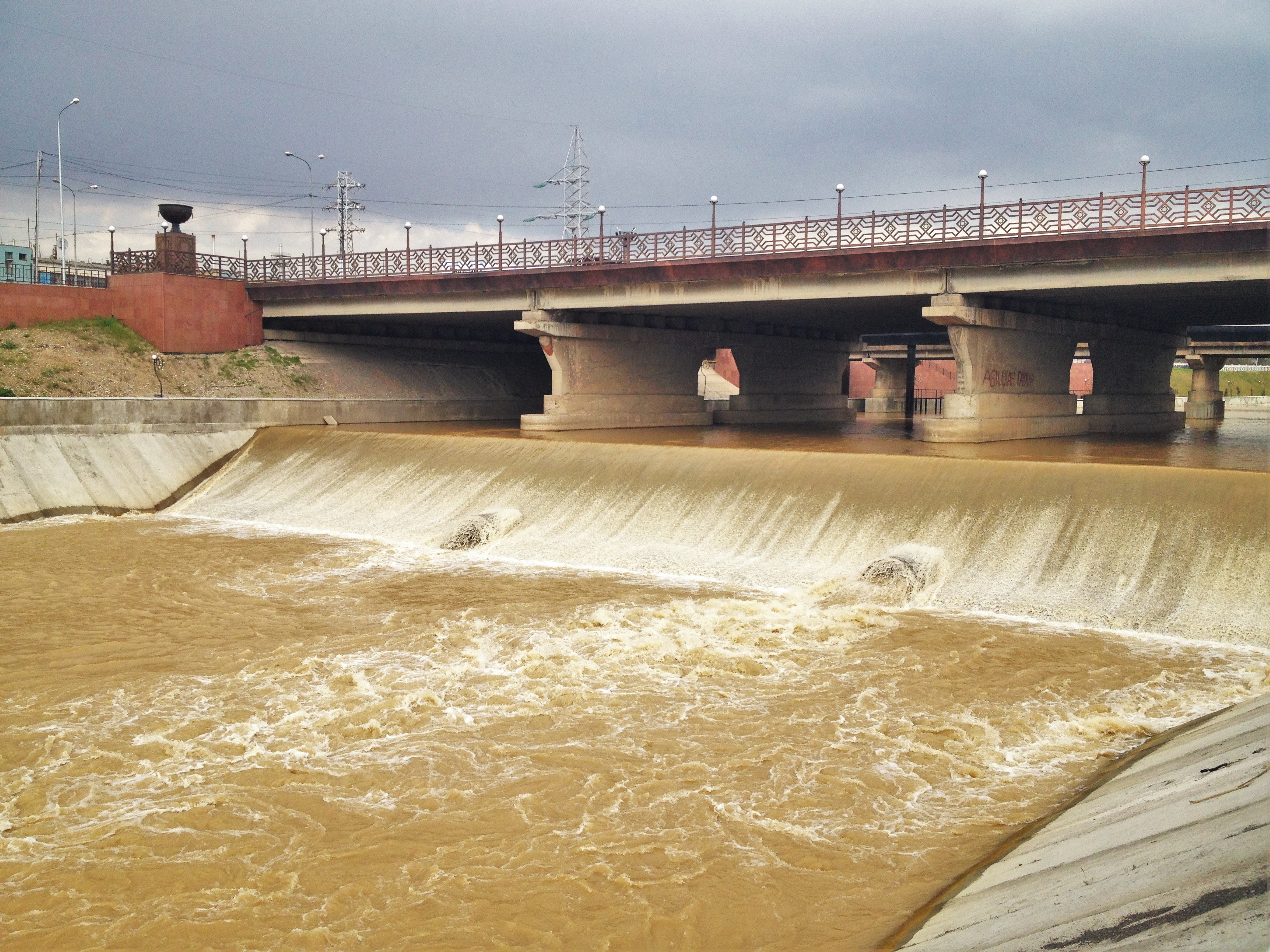
Мост через Бадам в городе Шымкент

### Среднее течение
В среднем течении Бадам течёт в галечниковом русле шириной до 200 м. На реке здесь расположено большое количество населённых пунктов, ведётся интенсивная хозяйственная деятельность, порождающая ряд экологических проблем. За поворотом к северу Бадам последовательно проходит по территории сёл Жанажол и Биринши Мамыр, Достык, Султанрабат, между западной окраиной города Ленгер (бывшее село Пролетаровка) и селом Жыланбузган. Далее на левом берегу Бадама стоят сёла Тогыс и Маятас, на правом берегу — село Ельтай.
На этом участке Бадама построен ряд гидротехнических сооружений, часть из которых является недействующей, однако большая часть функционирует. Близ Султанрабата расположен гидроузел с отводящим каналом длиной 12 км, по которому вода поступает в Бадамское водохранилище.
В районе села Ельтай ориентируется на запад лишь с небольшим уклоном к северу. Ниже по берегам реки стоят сёла Бадам (Каратобинский сельский округ), Бадам 2, Каратобе, Карабастау, Бадам (Бадамский сельский округ), южной окраине города Шымкент.
В прошлом русло Бадама образовывало в среднем течении большое количество заводей. Из-за интенсивной добычи гравия заводи и естественная прибрежная растительность выше Шымкента уничтожены.
По состоянию на 2013 год в границах города производилась реконструкция русла реки.
Далее Шымкента на левом берегу Бадама последовательно стоят сёла Игилик, Жанаталап, Кокбулак. От Жанаталапа утрачивает северный уклон и течёт на запад, а в районе Кокбулака имеет участок с небольшим уклоном к югу. Русло постепенно сужается, становится обрывистым по левому берегу. Река пополняется за счёт грунтовых вод, которые формируют русловые озёра в наиболее крупных выемках гравия.
Далее, южнее села Мамыр русло вновь ориентируется в общем северо-восточном направлении, которое сохраняет до устья, но образует многочисленные меандры. Он проходит западнее сёл Бадам (Ордабасинский район) и Джамбул. Здесь Бадам пересекается с железнодорожной линией, для которой возведён мост.

### Нижнее течение
После станции Бадам река более не растекается на значительную ширину, воды сливаются в единственное русло. По береговым участкам местами произрастает тугайный лес, отчасти вырубленный.
Близ впадения последнего притока Буржар на берегу Бадама стоит Бирликское городище. Ниже река Пересекается с Карааспанским каналом. Далее по левому берегу тянутся невысокие горы Сынтас. Затем Бадам проходит между селом Карааспан и аулом Тореарык.
За Карааспаном и Тореарыком Бадам впадает в реку Арыс, на высоте около 240—250 м.

## Хозяйственное использование
Близ русла реки построено Бадамское водохранилище которое через систему арыков питает водой посевы и сады Сайрамского и Ордабасинского районов и обеспечивает водоснабжение предприятий города Шымкента.
Бадам обладает значительным потенциалом для выработки электроэнергии.

## Флора и фауна
В нижнем течении по берегам Бадама произрастают участки тугайного леса, флора которого представлена деревьями лоха и кустарниками гребенщика. Состав растительности претерпел изменения по сравнению с первичным, к настоящему времени лох сохранился в небольшом количестве из-за вырубок. Выше, в среднем течении, естественная растительность по берегам уничтожена.
В отличие от других рек, образуемых на Каржантау, в Бадаме практически на всём протяжении имеется ихтиофауна. В существовавших по среднему течению заводях вылавливались такие виды небольших рыб, как пескарь. У впадения Буржара отмечалось большое количество рыбы, водяных ужей и моллюсков.
В ущелье, по которому протекают верховья реки, встречается редкий сурок Мензбира.
В долине реки расположен заповедник

## Притоки Бадама
В верховьях в Бадам последовательно впадают реки Верхний Корой и Нижний Корой (слева), Женишкесай (справа), на территории села Биринши Мамыр — река Тешак (справа), у села Достык — Тогуз (справа), у села Бадам (Каратобинский сельский округ) — река Текесу (слева). Сразу за Шымкентом река принимает сток от водной системы Кошкарата — Карасу. Последним притоком Бадама является река Буржар, которая подходит справа в районе села Джамбул.
Также Бадам имеет ряд непостоянных притоков (в частности, Донгузтау).